# Linotyp

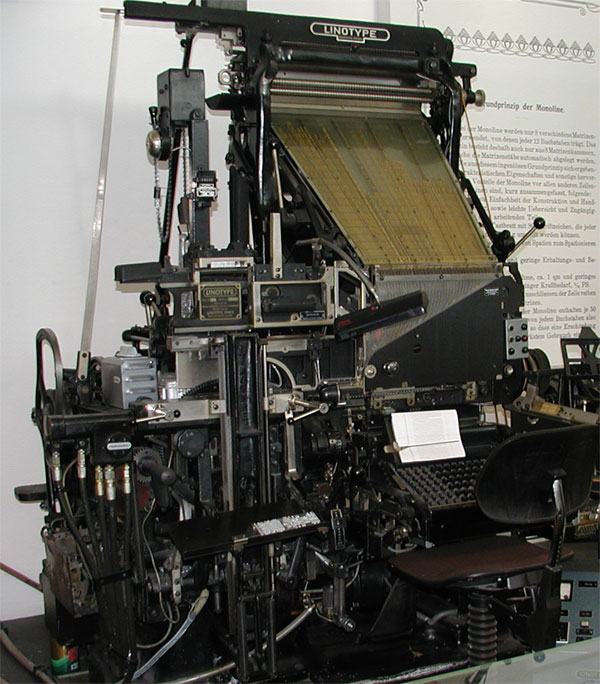
Linotyp

Linotyp (ang. line of type) – urządzenie do maszynowego składu tekstów, skonstruowane w 1884 roku przez amerykańskiego zegarmistrza Ottmara Mergenthalera. Był pierwszym urządzeniem do zmechanizowanego składu tekstu. Linotyp dał początek zecerstwu.
Linotyp zbudowany jest z trzech podstawowych zespołów, pracujących jednocześnie. Są to: zespół składający, zespół odlewający i zespół rozbierający. Urządzenie działa przy wykorzystaniu matryc mosiężnych i klinów stalowych. Wiersze linotypowe odlewane są ze stopu linotypowego o temperaturze topnienia ok. 250 °C. Linotyp sterowany jest klawiaturą: naciśnięcie odpowiedniego klawisza powoduje wybranie żądanej litery. Gdy już ustawiony jest cały wiersz liter, następuje jego odlew, po którym matryce wracają do zasobnika. Maszyną o podobnym działaniu jest monotyp, który zaczęto używać 3 lata od powstania linotypu.
Zalety urządzenia to: szybkość składu, łatwy montaż i łamanie tekstu z gotowych wierszy. Wady: trudność w korekcie (konieczność odlewu całych poprawionych wierszy), hałas przy pracy (spadające matryce) i wysoce szkodliwe opary ołowiu.